# Richard Kahui

a Compétitions nationales et continentales officielles uniquement.

b Matchs officiels uniquement.
Dernière mise à jour le 22 octobre 2023.
Richard David Kahui, né le 9 juin 1985 à Tokoroa (Nouvelle-Zélande), est un joueur international néo-zélandais de rugby à XV. Il joue au poste de centre ou d'ailier (1,90 m - 102 kg).
Cet international néo-zélandais fut le titulaire au poste d'ailier dans l'équipe de Nouvelle-Zélande qui a remporté la Coupe du monde 2011. Il a également remporté le Super Rugby à deux reprises en 2012 et 2013 avec les Chiefs.

## Biographie
Formé au club Te Rapa, Richard Kahui fait ses débuts dans le NPC avec la province de Waikato en 2004. En 2006, on lui décerne le Steinlager Rugby Award qui récompense le meilleur joueur du NPC (dont il est le meilleur marqueur d'essais). La même année, il est aussi retenu par la franchise des Highlanders pour participer au Super 14 dont il dispute 8 matchs pour 3 essais. En 2007, il rejoint les Chiefs dans le Super 14 mais est blessé une bonne partie de la saison et ne joue que 3 matchs.
Après être passé par la plupart des sélections de jeunes de Nouvelle-Zélande depuis 2001, il fait ses débuts avec les All Blacks le 21 juin 2008 contre l'Angleterre. Bien qu'il joue surtout centre avec les Chiefs, il est plus souvent utilisé comme ailier avec la sélection nationale. En 2009, une blessure à l'épaule l'écarte des terrains et il ne joue aucun match avec les All Blacks. De retour en 2010, il ne participe qu'à un seul match du Tri nations contre l'Afrique du Sud.
En 2011, il est retenu pour disputer la Coupe du monde de rugby à XV. Titulaire au poste d'ailier, il inscrit 2 essais dans le match d'ouverture contre le Tonga et 2 autres contre le Japon. La Nouvelle-Zélande remporte le tournoi en battant la France, 8 à 7.
En 2013, il rejoint le club japonais des Toshiba Brave Lupus évoluant en Top League.
À la fin de la saison 2015-2016 de Top League, il est retenu dans l'équipe type de la compétition.
En juillet 2020, après avoir joué sept saisons au Japon, il rejoint la franchise australienne de la Western Force en Super Rugby AU.
Après la saison 2022 de Super Rugby, il prend sa retraite de sportif professionnel.

## Carrière

### En province et franchise
Il a fait ses débuts avec la province de Waikato en 2004 et dans le Super 14 en 2006 avec les Highlanders avec lesquels il a disputé 8 matchs avant d'être transféré aux Chiefs.

### En équipe nationale
Kahui a joué avec les équipes de Nouvelle-Zélande des moins de 16, 17, 19 et 21 ans. Il a eu sa première sélection avec les All Blacks le 21 juin 2008 et dispute le Tri-nations 2008. Avec les Kiwis, il dispute une Coupe du monde en 2011. Il participe à trois éditions du Tri-nations en 2008, 2010 et 2011.
- Nombre de sélections avec les All Blacks : 17
- Nombre de points avec les All Blacks : 50 (10 essais)

## Palmarès

### En club, franchise et province
- Vainqueur du NPC en 2006 avec Waikato.
- Finaliste du Super 14 en 2009 avec les Chiefs.
- Finaliste du NPC en 2010 et 2011 avec Waikato.
- Vainqueur du Super Rugby en 2012 et 2013 avec les Chiefs.
- Finaliste de la Top League en 2016 avec les Toshiba Brave Lupus.

### En sélection nationale
- Vainqueur du Tri-nations en 2008 et 2010 avec la Nouvelle-Zélande.
- Vainqueur de la Coupe du monde en 2011 avec la Nouvelle-Zélande.

## Statistiques

### En équipe nationale
De 2008 à 2011, Richard Kahui compte 17 sélections avec les All-Blacks, inscrivant 50 points. Avec les Kiwis, il dispute une Coupe du monde en 2011. Il participe à trois éditions du Tri-nations en 2008, 2010 et 2011.

### Distinctions personnelles
- Joueur de la saison 2006 de NPC.
- Membre de l'équipe type du Championnat du Japon en 2016.